# Et Hjerte af Guld (film fra 1912)
 For alternative betydninger, se Et Hjerte af Guld. (Se også artikler, som begynder med Et Hjerte af Guld)
Et Hjerte af Guld er en dansk stum romantisk dramafilm fra 1912 produceret af Nordisk Films Kompagni og instrueret af August Blom efter manuskript af Bernhard Holz. Filmens hovedroller spilles af ægteparret Carlo og Clara Wieth.
Filmen havde dansk premiere den 19. august 1912 i Kosmorama i København under titlen Sypigens Hemmelighed og blev i tysktalende lande distribueret som Herzensgold, i engelsktalende lande som Faithful Unto Death, i fransktalende lande som L'Amour vrai og i Sverige som Ett hjärta av guld. Filmen er også registreret med de danske titler Den sande Kærlighed og Hjertets Guld.

## Handling
Fritz og Lise er forlovede. Fritz (spillet af Carlo Wieth) er en flittig studerende, og Lise (spillet af Clare Wieth) er en flittig sypige, der gennem sit arbejde har sparet mange penge op. Fritz' far får en apopleksi, og er er ikke mere penge til Fritz' uddannelse. Lise tilbyder at betale, men det vil Fritz ikke tage imod; han vil hellere bede sin tante om støtte. Tanten skriver et brev, hvor han afslår at hjælpe, men Fritz' ser ikke brevet. Det gør Lise derimod og bliver forfærdet. Hun skriver derfor i stedet et nyt brev i tantens navn, hvor hun lover at give al mulig støtte. 
Fritz ser tantens brev (skrevet af Lise) og bliver glad for støtten. Det går fint, og Lise sender hver måned penge til Fritz, men en dag bliver Lise opsagt, da der ikke er mere arbejde på systuen. Lise tager stedet arbejde på en bar og kan fortsætte støtten. Det er et hårdt arbejde, og Lise er ikke glad og sygner hen, men hun har brug for pengene. Fritz' går til sin eksamen, som han består med udmærkelse, og han går med kammeraterne ud for at fejre det og ender på den bar, hvor Lise arbejder. Forbløffet over at se hende der i disse sølle omgivelser støder han hende fra sig. Lise bliver syg og skriver til til Fritz, der er ubønhørlig. Til sidst viser Lise ham brevene og postkvitteringerne, og den rette sammenhæng går op for Fritz, der angrer og beder Lise om tilgivelse.

## Medvirkende
- Carlo Wieth, som Fritz, studerende
- Clara Wieth, som Lise, syerske for et magasin
- Dagmar Petersen, som Fru Sten, Fritz' værtinde
- Alma Wandahl, som Tante Malle
- Christian Schrøder, som Aaberg, ejer af Central-Baren
- Torben Meyer, som en levemand
- Frederik Jacobsen
- Agnes Andersen
- Axel Boesen
- Agnes Lorentzen
- Aage Lorentzen
- Alf Nielsen
- Birger von Cotta-Schønberg